# Veleposlanstvo Azerbajdžana u Washingtonu D.C.
Veleposlanstvo Azerbajdžana u Washingtonu D.C. predstavlja diplomatsko predstavništvo Republike Azerbajdžan u SAD-u. Nalazi se na sjeverozapadu Washingtona u diplomatskoj četvrti, u susjedstvu s veleposlanstvima mnogih država.

## Povijest
Azersko veleposlanstvo otvoreno je 6. ožujka 1992. a nakon deset dana i SAD je otvorio vlastito veleposlanstvo u Bakuu. Prvi veleposlanik u Washingtonu bio je Hafiz Pašajev koji je tu funkciju obnašao punih četrnaest godina. Naslijedio ga je Jašar Alijev koji je bio azerski veleposlanik od studenog 2006. do listopada 2011., kada ga je naslijedio Elin Sulejmanov. Trenutačni veleposlanik u SAD-u je Khazar Ibrahim.
Zgrada veleposlanstva izgrađena je 1949. godine a Vlada Azerbajdžana kupila ju je 22. ožujka 2000. za 1,595 milijuna USD.

## Veleposlanici
- Hafiz Pašajev (studeni 1992. – studeni 2006.)[5]
- Jašar Alijev (studeni 2006. – 26. listopada 2011.)[6]
- Elin Sulejmanov (26. listopada 2011. – 15. rujna 2021.)[7][8]
- Hazar Ibrahim (15. rujna 2021. – danas)

## Vanjske poveznice
- Službena web stranica veleposlanstva